# X̱
La X con macron suscrito (mayúscula: X̱ minúscula x̱) es una grafema utilizado en el idioma haida, una lengua indígena hablada en la costa noroeste de América del Norte, particularmente en las islas Haida Gwaii (Canadá) y en algunas comunidades de Alaska (Estados Unidos). Esta variante de la letra X incorpora un macrón suscrito (una línea horizontal debajo de la letra) para representar un sonido específico dentro del sistema fonológico del haida.

### Uso en el idioma Haida
El haida es una lengua aislada, lo que significa que no tiene una relación genética demostrada con otras lenguas. A lo largo de su historia, ha empleado diferentes sistemas de escritura basados en alfabetos latinos modificados para representar con precisión sus sonidos únicos. Dentro de este contexto, la X̱ se usa para transcribir una consonante fricativa velar sorda /x/ o una fricativa uvular sorda /χ/, dependiendo del dialecto y la tradición ortográfica adoptada.
La ortografía haida varía según las comunidades y los investigadores lingüísticos que han trabajado en su documentación. Sin embargo, el uso del macrón suscrito es una convención establecida en algunos de los sistemas de escritura empleados para reflejar matices fonéticos importantes en la pronunciación de la lengua.

### Codificación en Unicode
En Unicode, la representación de la X con macrón suscrito se logra mediante la combinación de caracteres. No existe un solo código precompuesto para esta letra, pero se puede obtener utilizando la letra X o x seguida del carácter de macrón suscrito:
- Mayúscula X̱: X (U+0058) + ◌̱ (U+0331)
- Minúscula x̱: x (U+0078) + ◌̱ (U+0331)

Estos caracteres combinados permiten la correcta visualización del grafema en entornos compatibles con Unicode. Su uso es relevante en materiales educativos, diccionarios y estudios lingüísticos sobre el idioma haida, contribuyendo a la preservación y revitalización de esta lengua indígena.

## Codificación
La X con macron suscrito se pueden representar en Unicode con los siguientes caracteres
| Forma     | representación | Puntos de código | descripción                                  |
| --------- | -------------- | ---------------- | -------------------------------------------- |
| Mayúscula | X̱              | U+0058 o U+0331  | Letra mayúscula latina X con macron suscrito |
| Minúscula | x̱              | U+0078 o U+0331  | Letra Minúscula latina X con macron suscrito |